# NGC 5763
NGC 5763 ist eine 14,2 mag helle Galaxie vom Hubble-Typ S? im Sternbild Bärenhüter. Sie ist schätzungsweise 639 Millionen Lichtjahre von der Milchstraße entfernt und hat einen Durchmesser von etwa 75.000 Lj.
Das Objekt wurde am 22. Mai 1886 von Lewis A. Swift entdeckt.